# Đình

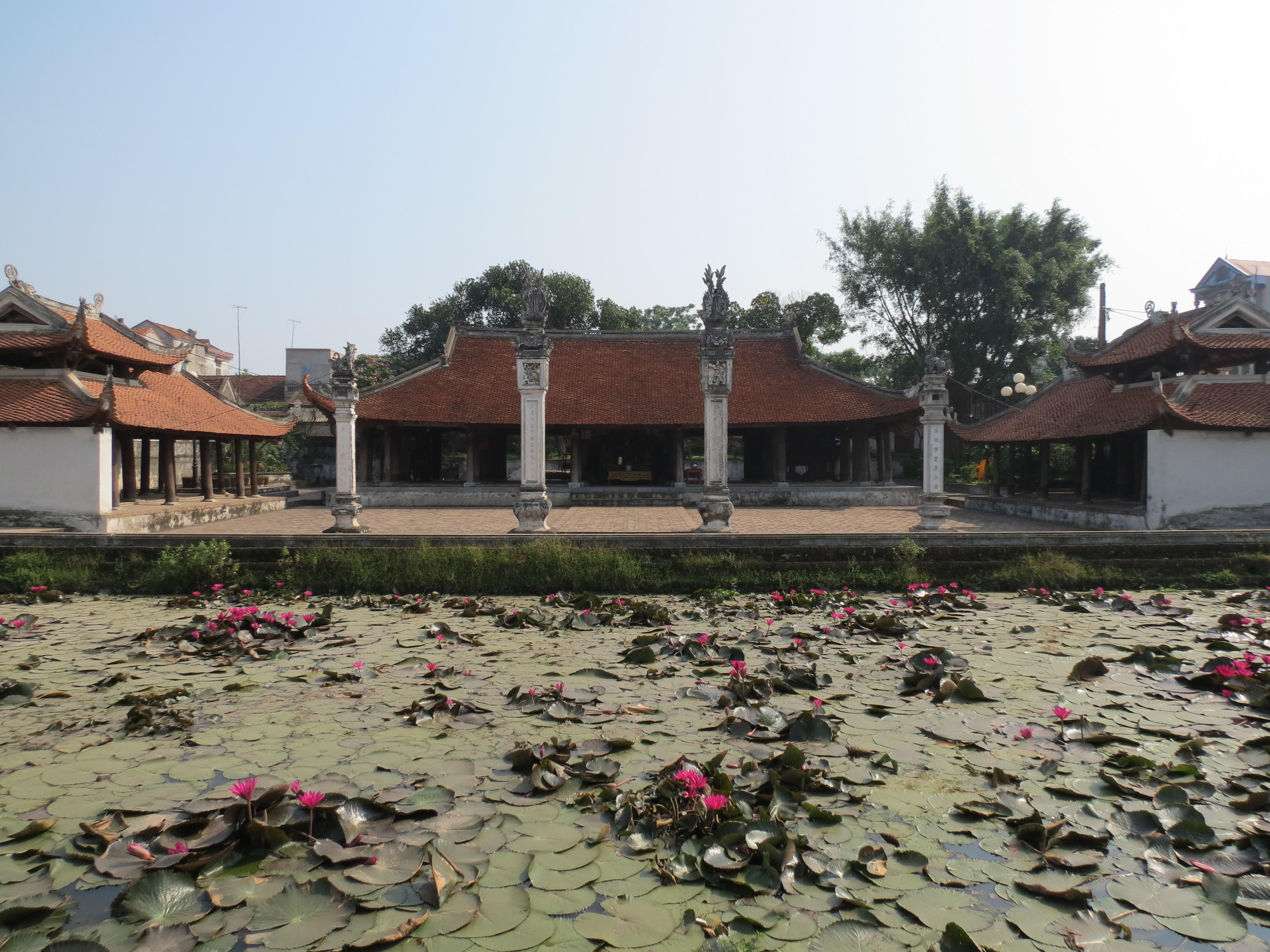
Bố cục Đình Tây Đằng gồm hồ bán nguyệt, nghi môn, sân, đại đình và hai nhà tả hữu mạc.

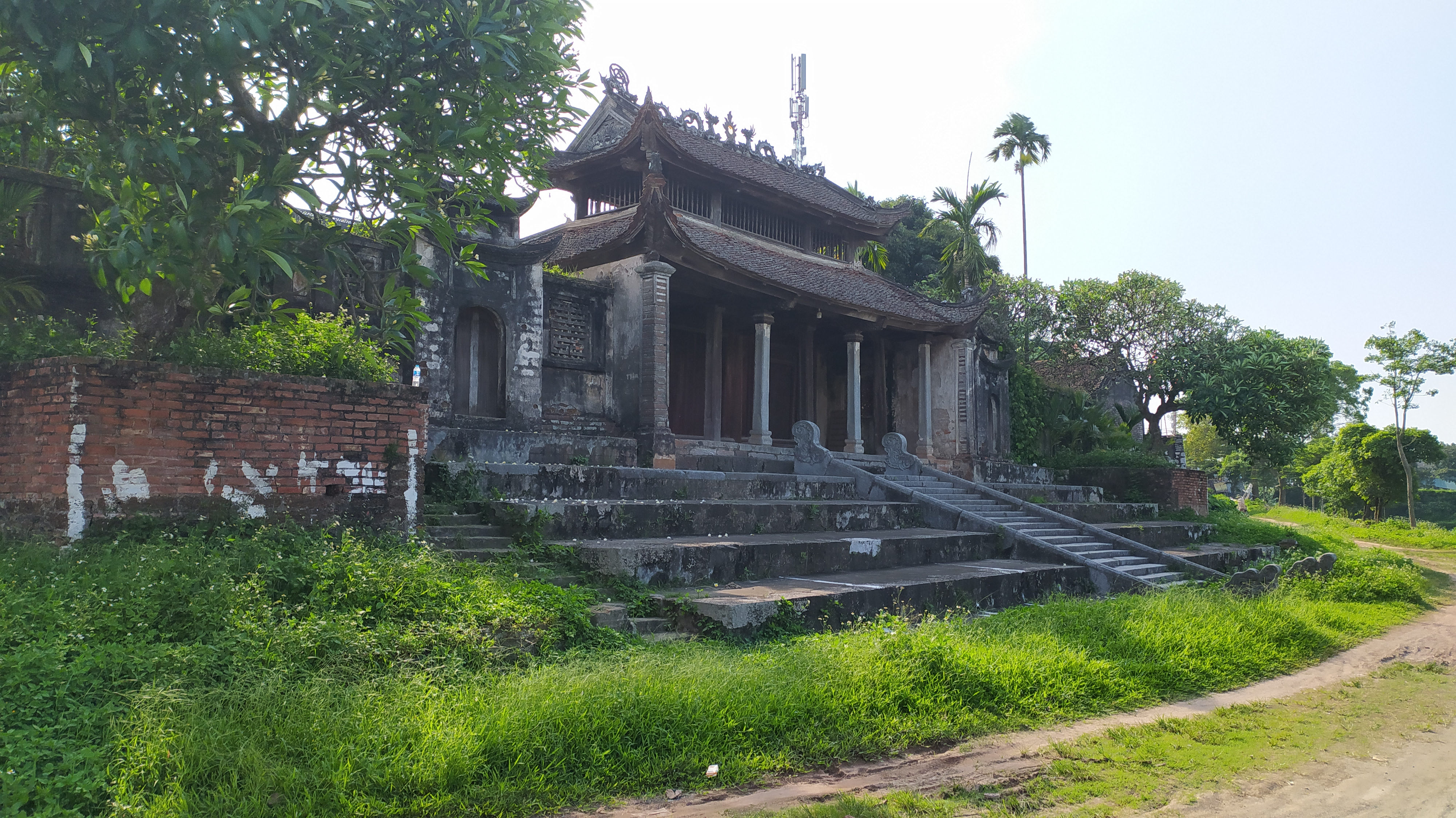
Cổng tam quan Đình So

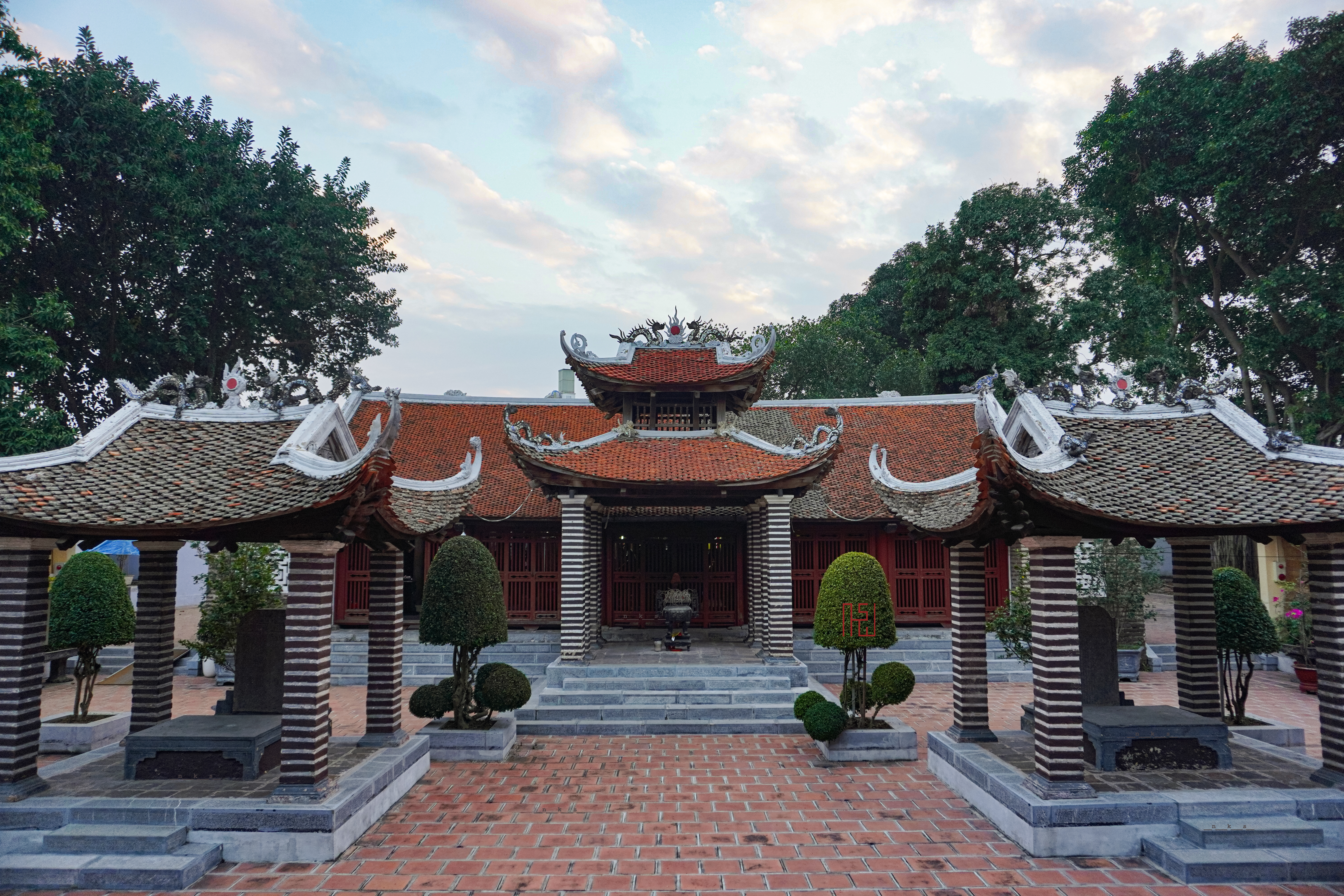
Nhà Tiền tế Đình Chèm

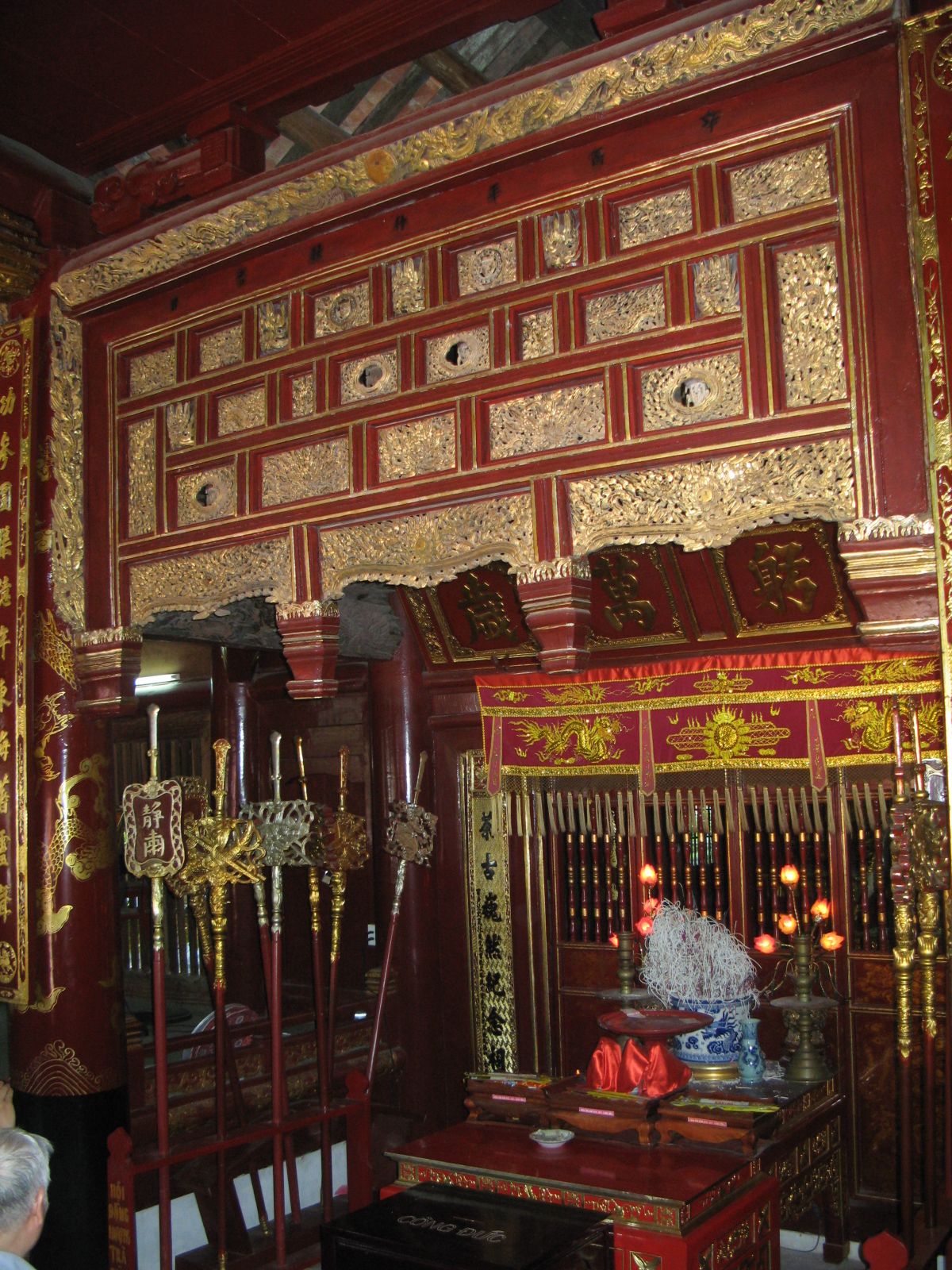
Hậu cung Đình Trà Cổ

Đình (chữ Nho: 亭 hay 庭) là một công trình kiến trúc cổ truyền ở làng quê Việt Nam, là nơi thờ Thành hoàng, những người có công với đất nước, các anh hùng dân tộc và cũng là nơi hội họp của người dân trong cộng đồng.
Ở miền Nam, những ngôi đình làng còn được gọi là "Đình thần".

## Lịch sử
Trước kia theo tình hình chung của cả nước, đình của các làng mạc Việt Nam chỉ là quán để nghỉ. Năm 1231, thượng hoàng Trần Huy Tông xuống chiếu cho đắp tượng Phật ở đình quán. Tháng 10 âm lịch năm 1491, Lê Thánh Tông cho xây dựng Quảng Văn đình ngoài cửa Đại Hưng (nay là khu vực Cửa Nam, Hà Nội), là nơi để dân chúng đánh trống kêu oan và nơi ban bố, giảng giải các chính sách của nhà nước phong kiến tại Thăng Long.
Ngôi đình làng với chức năng là nơi thờ thành hoàng và là nơi hội họp của dân chúng có lẽ bắt đầu vào thời Lê sơ và định hình vào thời nhà Mạc. Có lẽ sự phát triển của Nho giáo vào cuối thế 15 đã cấy dần Thành hoàng vào đình làng. Nhưng hiện nay dấu vết sớm nhất của đình làng thì Thành hoàng chỉ gặp từ thế kỷ 16. Trước đây đình thường chỉ có 3 gian và 2 chái. Gian giữa không có sạp, trong gian thờ Thành hoàng. Cuối thế kỷ 17 từ gian giữa và kéo dài về sau gọi là chuôi vồ, tạo cho đình làng mang kiểu chữ Đinh. Cuối thế kỷ 17, nhất là thế kỷ 18, đình làng được bổ sung tòa tiền tế.

## Kiến trúc
Bố cục của đình theo trục thường gồm: Hồ nước, Nghi môn, Nhà Tiền tế, Đại đình – Hậu cung, hai bên có hành lang tả hữu mạc. Kiến trúc truyền thống được xây dựng dựa trên những nguyên tắc của thuật phong thủy. Địa điểm của đình khác đền chùa. Trong khi chùa và đền chuộng địa điểm tĩnh mịch, có khi u tịch, khuất lối thì đình làng chủ yếu lấy địa điểm trung tâm. Lý tưởng nhất là đình có địa điểm thoáng đãng nhìn ra sông nước. Nếu không có được ao hồ thiên nhiên thì dân làng có khi đào giếng khơi để có mặt nước phía trước đình cho đúng thế "tụ thủy" vì họ cho đó là điềm thịnh mãn cho làng. Kiểu xây dựng bằng gỗ bao gồm các yếu tố nghiêng về trang trí và chạm khắc.
Đình làng thường là một ngôi nhà to, rộng được dựng bằng những cột gỗ tròn to thẳng tắp đặt trên những hòn đá tảng lớn. Vì, kèo, xà ngang, xà dọc, xà gồ của đình cũng làm toàn bằng gỗ tốt như gỗ lim. Tường đình xây bằng gạch. Mái đình lợp ngói mũi hài, hai đầu hồi xây bít đốc hoặc làm bốn góc đầu đao cong. Trên nóc đình là hai con rồng chầu mặt nguyệt, tục gọi là "lưỡng long chầu nguyệt" hay "lưỡng long tranh châu".
Sân đình được lát gạch. Trước đình có hai cột trụ cao vút, trên đình được tạc hình con nghê. Trong đình, gian giữa có bàn thờ, thờ một vị thần của làng gọi là Thành hoàng. Một chiếc trống cái cũng được để trong đình để đánh vang lên theo nhịp ngũ liên thúc giục dân làng về đình tụ họp bàn tính công việc của làng. Nhiều đình có có tấm bình phong, điêu khắc thường thấy là đồ án Long Mã hoặc tạc hình con hổ nhìn ra để trấn trạch (trong miền Nam hay gọi là Bia ông Hổ).

## Các ngôi đình tiêu biểu Việt Nam
Dân gian có câu: "cầu Nam - chùa Bắc - đình Đoài" có ý nghĩa ca ngợi xứ Sơn Nam nổi tiếng với những cầu cổ có giá trị như: cầu ngói Phát Diệm, cầu ngói chợ Lương; xứ Kinh Bắc nổi tiếng với những ngôi chùa như: chùa Dâu, chùa Bút Tháp, chùa Phật Tích; còn xứ Đoài nổi tiếng với những ngôi đình đẹp nhất. Tới tháng 10/2023, có 8 trên tổng số 10 ngôi đình được công nhận là Di tích quốc gia Đặc biệt ở Việt Nam nằm ở khu vực Xứ Đoài (nay là Hà Nội, Vĩnh Phúc, Phú Thọ). Hai ngôi đình còn lại ở Nghệ An và Quảng Ninh.
| STT | Tên di tích         | Địa phương            | Năm xây dựng | Quyết định công nhận   | Thành hoàng                                                      |
| --- | ------------------- | --------------------- | ------------ | ---------------------- | ---------------------------------------------------------------- |
| 1   | Đình Tây Đằng       | Ba Vì, Hà Nội         | chưa rõ      | 9/12/2013 2383/QĐ-TTg  | Sơn Tinh, Thánh Gióng, và Thần Nông                              |
| 2   | Đình Chèm           | Bắc Từ Liêm, Hà Nội   | chưa rõ      | 25/12/2017 2082/QĐ-TTg | Lý Ông Trọng và Hoàng phi Bạch Tĩnh Cung                         |
| 3   | Đình Hoành Sơn      | Nam Đàn, Nghệ An      | chưa rõ      | 25/12/2017 2082/QĐ-TTg | Mai Hắc Đế                                                       |
| 4   | Đình So             | Quốc Oai, Hà Nội      | 1673         | 24/12/2018 1820/QĐ-TTg | Tam vị đại vương giúp Đinh Bộ Lĩnh đánh dẹp sứ quân Đỗ Cảnh Thạc |
| 5   | Đình Tường Phiêu    | Phúc Thọ, Hà Nội      | 1430         | 24/12/2018 1820/QĐ-TTg | Ba vị đức Thánh Tản Viên và Quán Sơn Thành hoàng                 |
| 6   | Đình Thổ Tang       | Vĩnh Tường, Vĩnh Phúc | thế kỷ 17    | 24/12/2018 1820/QĐ-TTg | Lân Hổ Hầu đô thống Đại Vương chống quân Nguyên Mông             |
| 7   | Đình Đại Phùng      | Đan Phượng, Hà Nội    | 1684         | 31/12/2019 1954/QĐ-TTg | Tích Lịch Hòa Quang và tướng Vũ Hùng                             |
| 8   | Đình Hạ Hiệp        | Phúc Thọ, Hà Nội      | thế kỷ 17    | 31/12/2020 2280/QĐ-TTg | Tướng quân Hoàng Đạo tham gia cuộc khởi nghĩa Hai Bà Trưng       |
| 9   | Cụm đình Hương Canh | Bình Xuyên, Vĩnh Phúc | thế kỷ 17    | 29/12/2022 1649/QĐ-TTg | Ngô Xương Ngập, Ngô Xương Văn và 4 vị thời Ngô nữa               |
| 10  | Đình Trà Cổ         | Móng Cái, Quảng Ninh  | 1461         | 24/10/2023 1225/QĐ-TTg | Sáu vị thành hoàng là ngư dân lập nên làng.                      |

## Hình ảnh

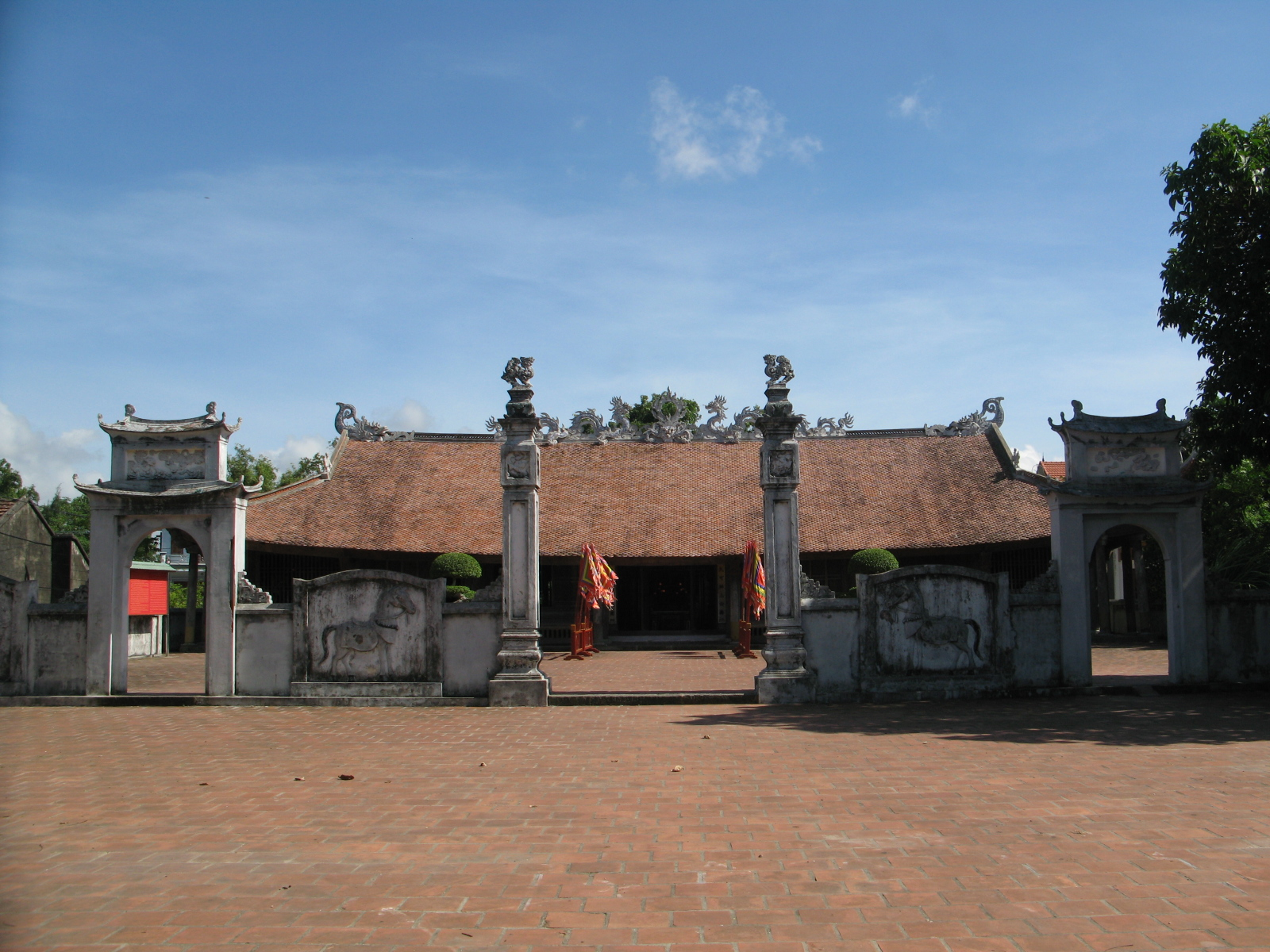
Toàn cảnh Đình Trà Cổ, Quảng Ninh
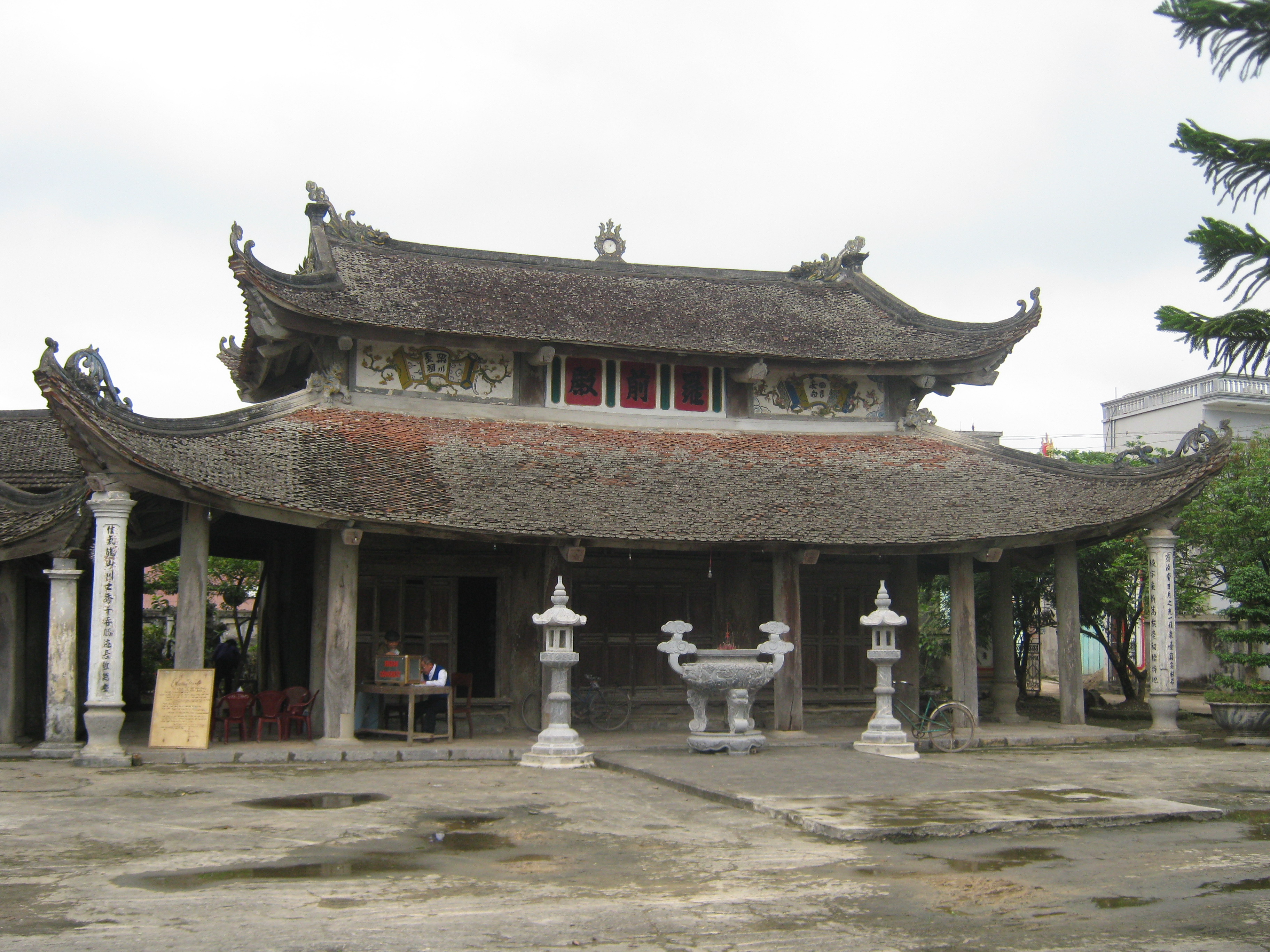
Đình La Xuyên, Ý Yên, Nam Định
Đình Chu Quyến, Ba Vì Hà Tây
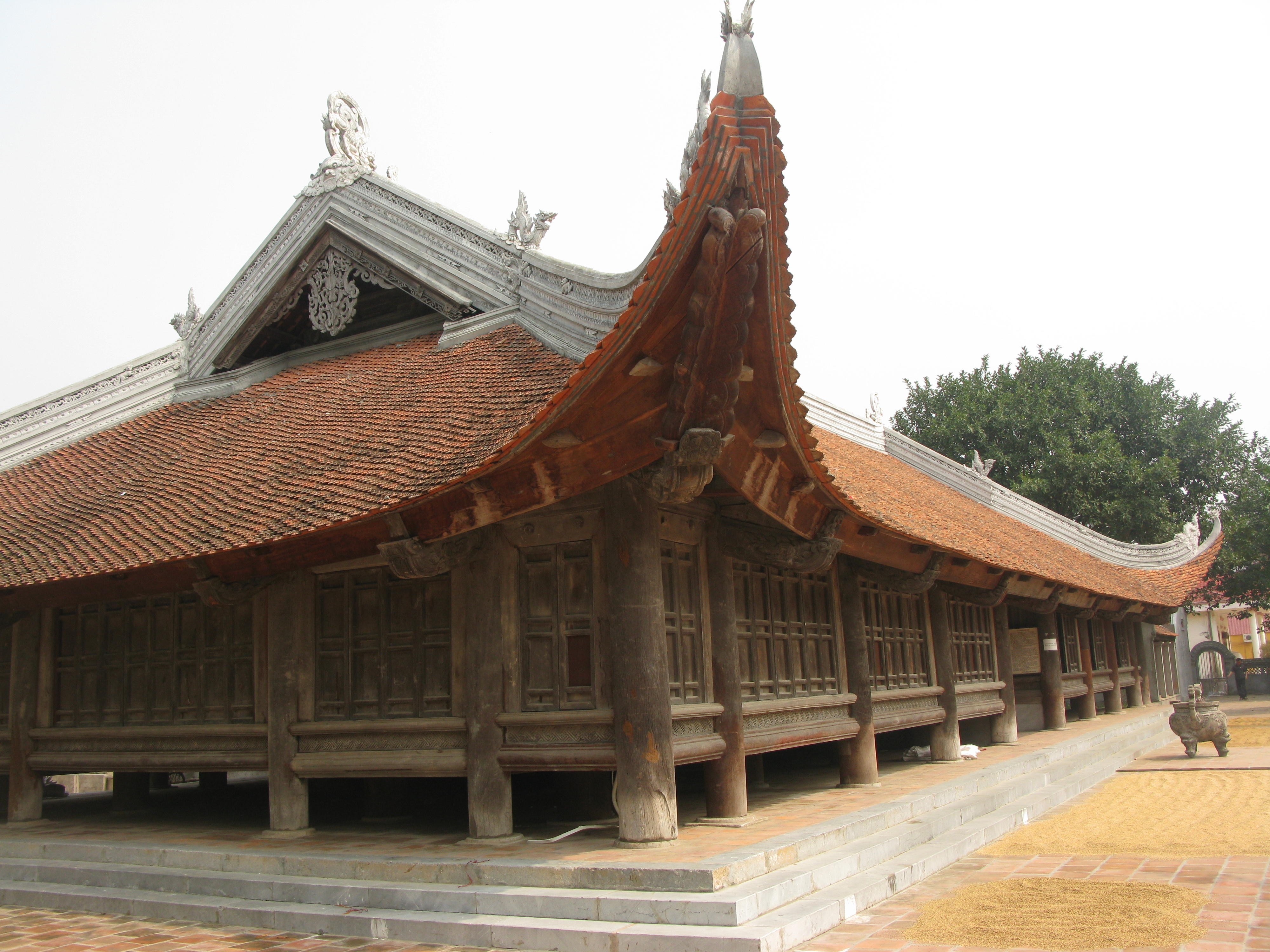
Đình Đình Bảng - Từ Sơn, Bắc Ninh
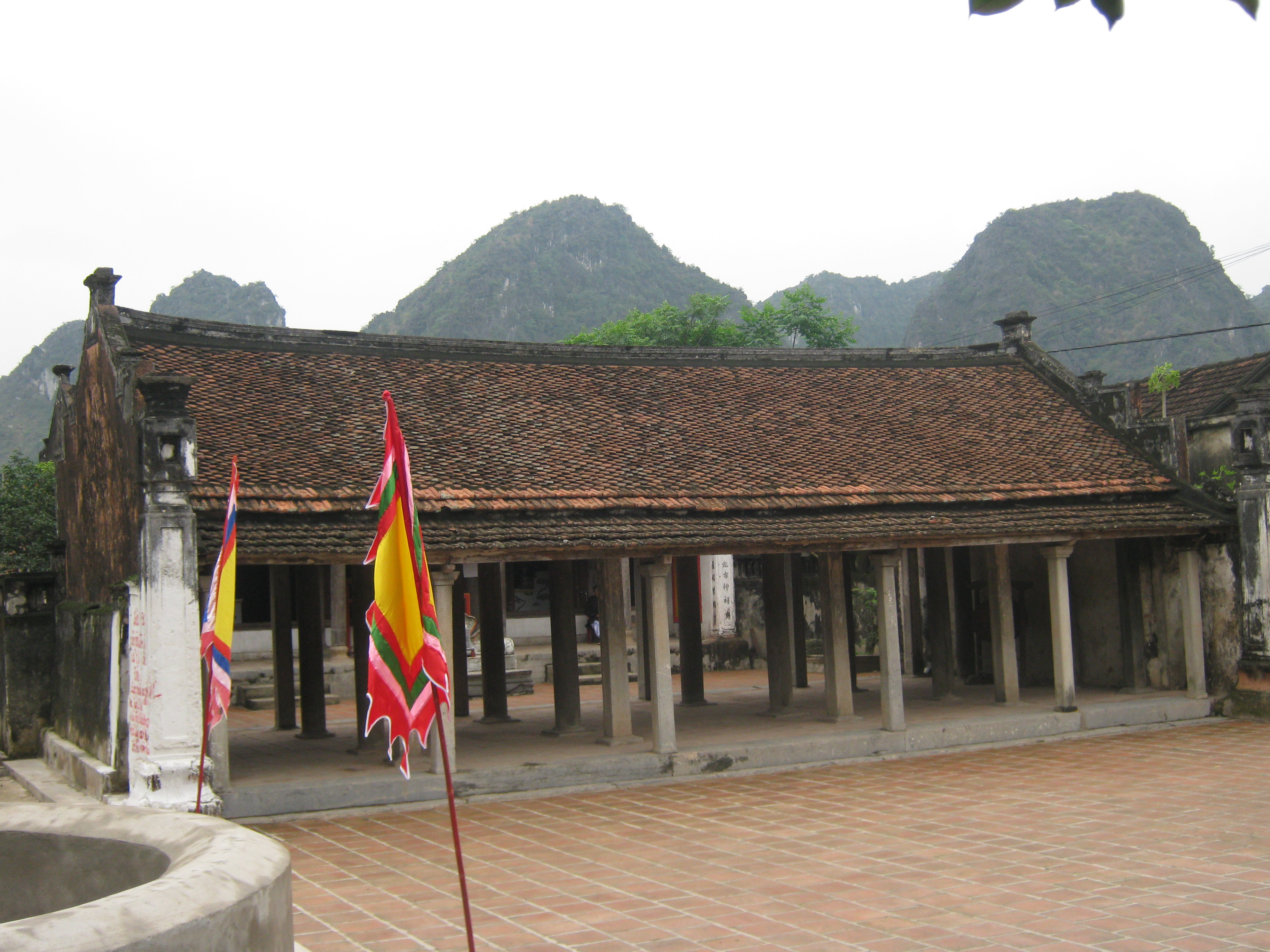
Đình Yên Thành ở cố đô Hoa Lư, Ninh Bình
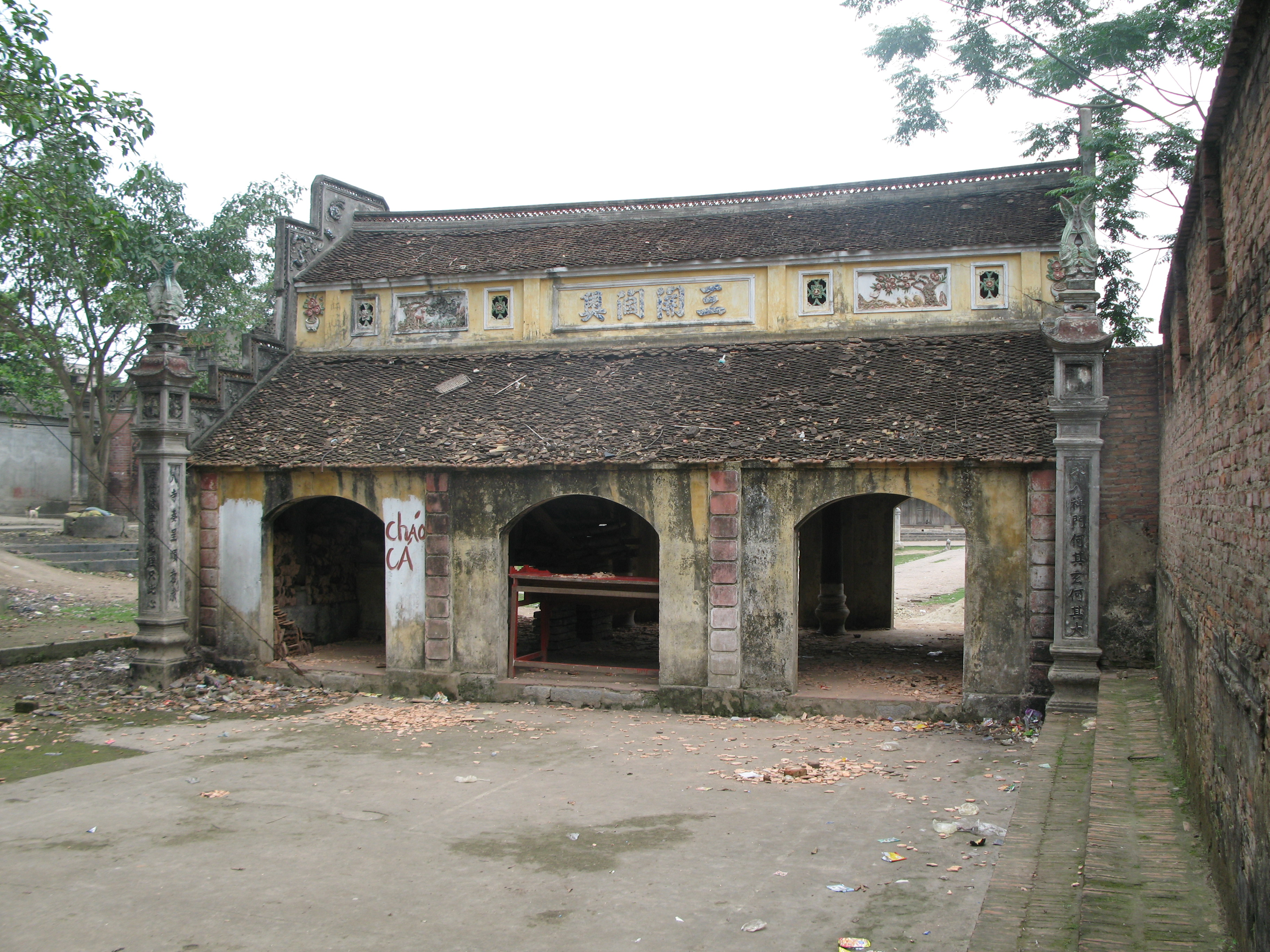
Cổng tam quan vào Đình Thổ Hà, Bắc Giang
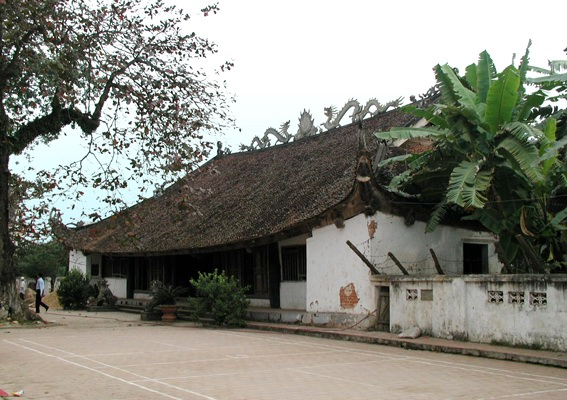
Đình Thổ Tang, Vĩnh Phúc